# ابها
ابها (به عربی: مدینة أبها) شهری است کوهستانی در کشور پادشاهی عربستان سعودی واقع در شبه جزیره عربستان. این شهر مرکز فرمانداری استان عسیر است. شهر ابها در قلهٔ کوه جبال سروات قرار دارد و در أقصی جنوب غربی مملکت عربستان سعودی واقع شده‌است و بنام عروس الجنوب (عروس جنوب) مشهور است.

## محدودهٔ ابها
این شهر از سمت‌های شمال و مشرق به استان خمیس مشیط و از سمت شمال غربی به استان النماص و از جهت غرب و جنوب غربی به استان محایل و رجال المع محدود می‌گردد.

## پیشینهٔ تاریخی
در سنگ نبشته‌ها و در بعضی کتب تاریخی و همچنین از گفتار پژوهشگران آمده‌است که این شهر را در دوران قدیم «ابقا» می‌نامیده‌اند و یکی از نقاط تحت نفوذ مکملت سبا بوده‌است و از همین‌جا قافلهٔ شتر هدایایه ملکهٔ بلقیس ملکهٔ مملکت سبا به سوی سلیمان پیامبر برده شده‌است. در این شهر صدها ابنیه و قلعه‌های تاریخی وجود دارد که خود شاهد بر قدمت دیرینهٔ این شهر است. همچنین شهر ابها یکی از قدیمی‌ترین مکان تجمع مردم و ساکنان منطقهٔ جبال السراة و سهول تهامه بوده‌است و یکی از مشهورترین بازارهای آن دوران در این شهر قرار داشته که هنوز آثار آن باقی مانده‌است.

## مساحت و ارتفاع
مساحت ابها در حدود ۵۰۰۰ هکتار و ارتفاعش از سطح دریا در حدود ۲۲۰۰ متر است. منطقهٔ ابها مانند حوضچه‌ای می‌ماند؛ چنان‌که از بیشتر جهات کوه آن را احاطه نموده‌است. منتها از سمت شمال و شمال شرقی انخفاض کوه مشاهده می‌شود که استان خمیس مشیط واقع شده‌است.

## آب و هوای ابها
ابها از لحاظ آب دمای هوا در زمستان سرد و تابستان معتدل است. حراره در تابستان معتدل و از ۳۰ درجه سانتیگراد تجاوز نمی‌کند اما در زمستان حراره به ۵ درجه سانتیگراد و حتی در بعضی نقاط مانند السوده تا صفر و زیر صفر نیز می‌رسد. در ابها بادهای موسمی که منشأ آن اقیانوس هند است و باد دیگر که به نام «غربی» نزد مردم مشهور است و منشأ آن دریای سرخ است، ظاهر شده و باران می‌آورد. در فصل زمستان در ابها میزان بارندگی افزایش می‌یابد.

## جمعیت
جمعیت ابها و مراکز توابع آن در حدود ۶۰۰۰۰ نفر می‌باشد؛ بیشتر آنان در شهر ابها زندگی می‌کنند اما بقیه در مراکز تابعه که شامل پنج مرکز به شرح زیر است، می‌باشند:
- السُّودَة
- الشًّعَف
- طَبَب
- حِجْلا (مدینة سلطان)
- مَرَبَة

این مراکز پنجگانه شامل ۴۲۷ روستا می‌باشند که از پیروان اهل سنت و از شاخه حنبلی هستند. بیشتر مردم کوه‌نشین و روستاها به کشاورزی و دامداری و دامپروری اشتغال دارند و تعدادی نیز در ادارات دولتی مشغول به کار هستند. در تعطیلان آخر هفته و همچنین تعطیلات اعیاد، بیشتر مردم از شهر بیرون می‌روند و در دامنهٔ کوهای تهامه و جبال السرات تعطیلی خودشان را می‌گذرانند.